# لیدی مریلند
لیدی مریلند (به انگلیسی: Lady Maryland) یک کشتی است که طول آن ۱۰۴ فوت (۳۲ متر) و ارتفاع آن ۸۵ فوت (۲۶ متر) می‌باشد. این کشتی در سال ۱۹۸۶ ساخته شد.